# 熊本県道259号小鶴原女木線
熊本県道259号小鶴原女木線（くまもとけんどう259ごう こづるはらめきせん）は、熊本県球磨郡五木村から八代市に至る一般県道である。

## 概要
球磨郡五木村丙から八代市坂本町西部ろに至る。八代市坂本町中谷いから坂本町深水ろまでは未開通区間となっている。
2020年（令和2年）7月4日、令和2年7月豪雨による球磨川の増水により八代市坂本町にかかる深水橋が流され、県道が寸断されている。

### 路線データ
- 起点：熊本県球磨郡五木村丙（熊本県道25号宮原五木線交点）
- 終点：熊本県八代市坂本町西部ろ（国道219号交点）

## 路線状況

### 重複区間
- 熊本県道158号中津道八代線（八代市坂本町西部は）

### 道路施設

#### 橋梁
- 深水橋（球磨川、八代市）

## 地理

### 通過する自治体
- 球磨郡五木村
- 八代市

### 交差する道路
| 交差する道路                           | 交差する場所 | 交差する場所 | 交差する場所 | 交差する場所 |
| -------------------------------------- | ------------ | ------------ | ------------ | ------------ |
| 熊本県道25号宮原五木線                 | 球磨郡       | 五木村       | 丙           | 起点         |
| 未供用区間                             |              |              |              |              |
| 熊本県道158号中津道八代線 重複区間起点 | 八代市       | 八代市       | 坂本町西部は |              |
| 熊本県道158号中津道八代線 重複区間終点 | 八代市       | 八代市       | 坂本町西部は |              |
| 国道219号                              | 八代市       | 八代市       | 坂本町西部ろ | 終点         |

### 交差する鉄道
- 肥薩線

### 沿線
- 球磨川